# Turó de Kolonós

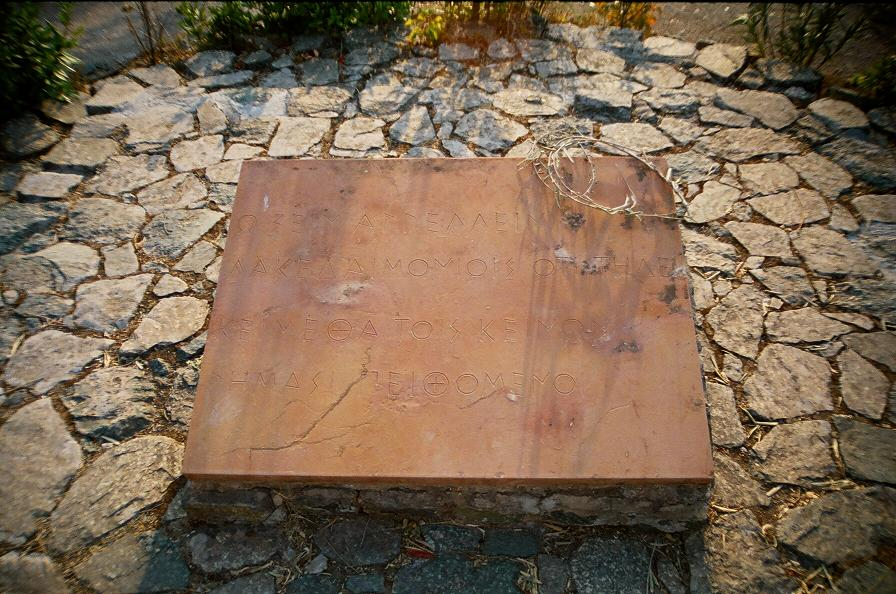
Pedra epigrama commemorativa de Simònides.

El turó de Kolonós (grec: Λόφος Κολωνού) és un turó de Grècia Central. Es troba al passatge costaner estret de les Termòpiles i és a prop de la ciutat de Lamia.

## Història
El turó és conegut com el lloc de l'última defensa dels 300 espartans durant la batalla de les Termòpiles el 480 aC. El 1939, Spirídon Marinatos, un arqueòleg grec, va trobar un gran nombre de fletxes perses al voltant del turó, cosa que va canviar la identificació fins aleshores acceptada del lloc on havien caigut els grecs, morts per fletxes perses.
Durant l'antiguitat es va col·locar una pedra commemorativa al lloc, però la pedra original no ha sobreviscut. El 1955 es va erigir una nova pedra, amb l'epigrama de Simònides gravat.